# Al-Khalidiyah, Syria
Al-Khalidiyah (tiếng Ả Rập: الخالدية, cũng đánh vần Khaldiyeh) là một ngôi làng ở phía tây bắc Syria, một phần hành chính của Tỉnh Hama, phía nam Hama. Các địa phương lân cận bao gồm Kafr Buhum ở phía tây nam, Ayyubiyah ở phía nam, Maarin al-Jabal ở phía đông nam, al-Jinan ở phía đông và Surayhin ở phía đông bắc. Theo Cục Thống kê Trung ương, al-Khalidiyah có dân số 4.740 trong cuộc điều tra dân số năm 2004. Cư dân của nó chủ yếu là người Hồi giáo Sunni.